# 11727 Sweet
11727 Sweet eller 1998 JM1 är en asteroid i huvudbältet som upptäcktes den 1 maj 1998 av NEAT vid Haleakalā-observatoriet. Den är uppkallad efter Merle Sweet.
Asteroiden har en diameter på ungefär 4 kilometer.